# Flot de contrôle
En informatique, le flot de contrôle (ou flot d'exécution) est l'ordre dans lequel les instructions d'un programme impératif sont exécutées. L'emphase sur la manipulation explicite par le programmeur du flot de contrôle, grâce aux structures de contrôle, est la principale caractéristique des langages de programmation impératifs vis-à-vis des autres paradigmes de programmation. L'ensemble des flots de contrôle possibles d'un programme forme son graphe de flot de contrôle.